# Der Mann mit der eisernen Maske
Der Mann mit der eisernen Maske er en tysk stumfilm fra 1923 af Max Glass.

## Medvirkende
- Albert Bassermann som Jules Mazarin
- Bruno Decarli som Gaston d'Aubigny
- Vladimir Gajdarov som Louis XIV
- Helga Molander som Etienne de Tiffanges
- Wilhelm Diegelmann
- Ludwig Hartau
- Emil Heyse